# Temporada 2022 del Campeonato Brasileño de Fórmula 4
La temporada 2022 del Campeonato Brasileño de Fórmula 4 fue la temporada inaugural de dicho campeonato. Es un campeonato de automovilismo de múltiples eventos para monoplazas regulado de acuerdo con las regulaciones de la FIA Fórmula 4. El campeonato utilizó el chasis Tatuus F4-T421.
Pedro Clerot se convirtió en el primer campeón de la Fórmula 4 Brasileña en la ronda de Goiânia.

## Equipos y pilotos
Todos los equipos preseleccionados estuvieron registrados en Brasil y cada uno presentó cuatro monoplazas. La asignación de equipos para los pilotos se decidió por sorteo.
| Equipo           | N.º | Pilotos                  | Carreras |
| ---------------- | --- | ------------------------ | -------- |
| KTF Sports       | 1   | Victor Backes            | 1-4      |
| KTF Sports       | 21  | Álvaro Cho               | 2-6      |
| KTF Sports       | 28  | Richard Annunziata       | Todas    |
| KTF Sports       | 37  | Francisco Soldavini      | 6        |
| KTF Sports       | 990 | Luan Lopes               | Todas    |
| Full Time Sports | 5   | Ricardo Gracia           | Todas    |
| Full Time Sports | 33  | Nélson Neto              | Todas    |
| Full Time Sports | 41  | Fernando Barrichello     | Todas    |
| Full Time Sports | 69  | Pedro Clerot             | Todas    |
| TMG Racing       | 9   | Lucca Zucchini           | Todas    |
| TMG Racing       | 11  | Lucas Staico             | Todas    |
| TMG Racing       | 16  | Aurélia Nobels           | 1-4      |
| TMG Racing       | 88  | Arthur Pavie             | 5        |
| TMG Racing       | 99  | Nicholas Monteiro        | Todas    |
| Cavaleiro Sports | 24  | Felipe Barrichello Bartz | Todas    |
| Cavaleiro Sports | 29  | João Tesser              | Todas    |
| Cavaleiro Sports | 30  | Vinícius Tessaro         | Todas    |
| Cavaleiro Sports | 31  | Nicolas Giaffone         | Todas    |

## Calendario
Todas las rondas se llevarán a cabo en Brasil y apoyarán los eventos de Stock Car Pro Series. El cronograma se publicó el 21 de diciembre de 2021.
| Ronda | Ronda | Circuito                                      | Fecha             |
| ----- | ----- | --------------------------------------------- | ----------------- |
| 1     | C1    | Autódromo Velo Città, Mogi Guaçu 1            | 13-15 de mayo     |
| 1     | C2    | Autódromo Velo Città, Mogi Guaçu 1            | 13-15 de mayo     |
| 1     | C3    | Autódromo Velo Città, Mogi Guaçu 1            | 13-15 de mayo     |
| 2     | C1    | Autódromo José Carlos Pace, São Paulo 1       | 29-31 de julio    |
| 2     | C2    | Autódromo José Carlos Pace, São Paulo 1       | 29-31 de julio    |
| 2     | C3    | Autódromo José Carlos Pace, São Paulo 1       | 29-31 de julio    |
| 2     | C1    | Autódromo José Carlos Pace, São Paulo 2       | 5-7 de agosto     |
| 2     | C2    | Autódromo José Carlos Pace, São Paulo 2       | 5-7 de agosto     |
| 2     | C3    | Autódromo José Carlos Pace, São Paulo 2       | 5-7 de agosto     |
| 4     | C1    | Autódromo Velo Città, Mogi Guaçu 2            | 2-4 de septiembre |
| 4     | C2    | Autódromo Velo Città, Mogi Guaçu 2            | 2-4 de septiembre |
| 4     | C3    | Autódromo Velo Città, Mogi Guaçu 2            | 2-4 de septiembre |
| 5     | C1    | Autódromo Internacional Ayrton Senna, Goiânia | 5-6 de noviembre  |
| 5     | C2    | Autódromo Internacional Ayrton Senna, Goiânia | 5-6 de noviembre  |
| 5     | C3    | Autódromo Internacional Ayrton Senna, Goiânia | 5-6 de noviembre  |
| 6     | C1    | Autódromo José Carlos Pace, São Paulo 3       | 9-11 de diciembre |
| 6     | C2    | Autódromo José Carlos Pace, São Paulo 3       | 9-11 de diciembre |
| 6     | C3    | Autódromo José Carlos Pace, São Paulo 3       | 9-11 de diciembre |

## Resultados
| Ronda | Ronda | Ronda        | Pole Position            | Vuelta rápida            | Piloto ganador           | Equipo ganador   |
| ----- | ----- | ------------ | ------------------------ | ------------------------ | ------------------------ | ---------------- |
| 1     | C1    | Mogi Guaçu 1 | Pedro Clerot             | Pedro Clerot             | Pedro Clerot             | Full Time Sports |
| 1     | C2    | Mogi Guaçu 1 |                          | Ricardo Gracia           | Ricardo Gracia           | Full Time Sports |
| 1     | C3    | Mogi Guaçu 1 | Lucas Staico             | Pedro Clerot             | Pedro Clerot             | Full Time Sports |
| 2     | C1    | Interlagos 1 | Pedro Clerot             | Pedro Clerot             | Pedro Clerot             | Full Time Sports |
| 2     | C2    | Interlagos 1 |                          | Luan Lopes               | Nicolas Giaffone         | Cavaleiro Sports |
| 2     | C3    | Interlagos 1 | Pedro Clerot             | Pedro Clerot             | Pedro Clerot             | Full Time Sports |
| 3     | C1    | Interlagos 2 | Pedro Clerot             | Pedro Clerot             | Pedro Clerot             | Full Time Sports |
| 3     | C2    | Interlagos 2 |                          | Fernando Barrichello     | Fernando Barrichello     | Full Time Sports |
| 3     | C3    | Interlagos 2 | Nick Monteiro            | Lucas Staico             | Lucas Staico             | TMG Racing       |
| 4     | C1    | Mogi Guaçu 2 | Lucas Staico             | Pedro Clerot             | Pedro Clerot             | Full Time Sports |
| 4     | C2    | Mogi Guaçu 2 |                          | Nicolas Giaffone         | Nicolas Giaffone         | Cavaleiro Sports |
| 4     | C3    | Mogi Guaçu 2 | Lucas Staico             | Pedro Clerot             | Lucas Staico             | TMG Racing       |
| 5     | C1    | Goiânia      | Felipe Barrichello Bartz | Felipe Barrichello Bartz | Felipe Barrichello Bartz | Cavaleiro Sports |
| 5     | C2    | Goiânia      |                          | Álvaro Cho               | Nicolas Giaffone         | Cavaleiro Sports |
| 5     | C3    | Goiânia      | Felipe Barrichello Bartz | Felipe Barrichello Bartz | Pedro Clerot             | Full Time Sports |
| 6     | C1    | Interlagos 3 | Lucas Staico             | Felipe Barrichello Bartz | Felipe Barrichello Bartz | Cavaleiro Sports |
| 6     | C2    | Interlagos 3 |                          | Lucas Staico             | Fernando Barrichello     | Full Time Sports |
| 6     | C3    | Interlagos 3 | Lucas Staico             | Luan Lopes               | Lucas Staico             | TMG Racing       |

## Clasificaciones

### Puntuaciones
| 1.º           | 2.º | 3.º | 4.º | 5.º | 6.º | 7.º | 8.º | 9.º | 10.º | VR |   |
| Clasificación | 2   |     |     |     |     |     |     |     |      |    |   |
| 25            | 25  | 18  | 15  | 12  | 10  | 8   | 6   | 4   | 2    | 1  | 1 |
| 18            | 15  | 12  | 10  | 8   | 6   | 4   | 2   | 1   |      |    | 1 |

### Campeonato de Pilotos
| Pos. | Piloto                   | MOG1 | MOG1 | MOG1 | INT1 | INT1 | INT1 | INT2 | INT2 | INT2 | MOG2 | MOG2 | MOG2 | GOI | GOI | GOI | INT3 | INT3 | INT3 | Puntos |
| ---- | ------------------------ | ---- | ---- | ---- | ---- | ---- | ---- | ---- | ---- | ---- | ---- | ---- | ---- | --- | --- | --- | ---- | ---- | ---- | ------ |
| 1    | Pedro Clerot             | 1    | 4    | 1    | 1    | 2    | 1    | 1    | 4    | 2    | 1    | 8    | 2    | 2   | 9   | 1   | Ret  | 11   | 5    | 276    |
| 2    | Lucas Staico             | Ret  | 5    | 2    | 2    | 6    | 3    | 4    | 15   | 1    | 2    | 7    | 1    | 3   | Ret | Ret | 4    | 3    | 1    | 213    |
| 3    | Vinícius Tessaro         | 11   | 11   | 13   | 5    | 3    | 2    | 2    | 5    | 4    | 5    | 5    | 3    | 13† | 3   | 2   | 2    | Ret  | 4    | 163    |
| 4    | Felipe Barrichello Bartz | 8    | 2    | 7    | Ret  | 10   | 8    | 11   | 8    | 8    | 7    | 2    | 10   | 1   | 4   | 10  | 1    | 5    | 3    | 135    |
| 5    | Nicolas Giaffone         | 3    | 7    | 10   | 3    | 1    | 10   | DSQ  | 6    | 5    | 8    | 1    | Ret  | 5   | 1   | 9   | 6    | 2    | Ret  | 129    |
| 6    | Luan Lopes               | 10   | 6    | 15   | 4    | 8    | 6    | 12   | 9    | 6    | 3    | 6    | 4    | 6   | 2   | 7   | 3    | 12   | 2    | 126    |
| 7    | Fernando Barrichello     | 4    | 3    | 14†  | 12   | 9    | 7    | 7    | 1    | 7    | 6    | 3    | 6    | 4   | 5   | 13  | 8    | 1    | 8    | 123    |
| 8    | Nicholas Monteiro        | 2    | 9    | 4    | 11   | 14   | 11   | 3    | 3    | 3    | 12   | 14   | 11   | 12  | 12  | 5   | 7    | 6    | 6    | 100    |
| 9    | Ricardo Gracia Filho     | 7    | 1    | 3    | 10   | 11   | 5    | 8    | NC   | 11   | 4    | 4    | 5    | 10  | 11  | 4   | Ret  | WD   | WD   | 95     |
| 10   | Nelson Neto              | Ret  | 13   | 6    | 6    | 4    | 12   | 9    | 7    | 9    | Ret  | 10   | 9    | 11  | 10  | 14  | 5    | 4    | 7    | 56     |
| 11   | Richard Annunziata       | 6    | 14   | 11   | DSQ  | 13   | 4    | 6    | 14   | Ret  | 10   | 9    | 7    | 7   | 6   | 6   | 9    | 10   | Ret  | 55     |
| 12   | Álvaro Cho               |      |      |      | Ret  | 7    | 13   | 5    | 2    | 13†  | Ret  | 16†  | 14   | Ret | 8   | 3   | Ret  | 8    | 10   | 43     |
| 13   | Lucca Zucchini           | 12   | 12   | 5    | 9    | 12   | 9    | 14   | 11   | 10   | 13   | 15   | Ret  | 8   | 7   | 12  | 12   | 7    | 9    | 25     |
| 14   | João Tesser              | 9    | 10   | 8    | 8    | 5    | 14   | Ret  | 13   | Ret  | 11   | 11   | 13   | DSQ | 13  | 8   | 11   | 9    | 11   | 20     |
| 15   | Victor Backes            | 5    | 8    | 9    | 7    | 16   | 15   | 13   | 12   | Ret  | Ret  | 13   | 12   |     |     |     |      |      |      | 19     |
| 16   | Aurelia Nobels           | Ret  | 15†  | 12   | 13   | 15   | 16   | 10   | 10   | 12   | 9    | 12   | 8    |     |     |     |      |      |      | 7      |
| 17   | Arthur Pavie             |      |      |      |      |      |      |      |      |      |      |      |      | 9   | 14  | 11  |      |      |      | 2      |
| 18   | Francisco Soldavini      |      |      |      |      |      |      |      |      |      |      |      |      |     |     |     | 10   | Ret  | DNS  | 1      |
| Pos. | Piloto                   | MOG1 | MOG1 | MOG1 | INT1 | INT1 | INT1 | INT2 | INT2 | INT2 | MOG2 | MOG2 | MOG2 | GOI | GOI | GOI | INT3 | INT3 | INT3 | Puntos |

| Color     | Resultado                                                               |
| --------- | ----------------------------------------------------------------------- |
| Oro       | Ganador                                                                 |
| Plata     | 2.ª plaza                                                               |
| Bronce    | 3.ª plaza                                                               |
| Verde     | Finalizó en los puntos                                                  |
| Azul      | Finalizó sin puntos                                                     |
| Azul      | NC - No clasificado                                                     |
| Violeta   | Ret - No terminó (Carrera)                                              |
| Rojo      | DNQ - No se clasificó                                                   |
| Negro     | DSQ - Descalificado                                                     |
| Blanco    | DNS - No empezó (carrera)                                               |
| Blanco    | WD - Retirado (fin de semana)                                           |
| Blanco    | C - Carrera cancelada                                                   |
| Sin color | DNP - Inscrito pero no participó                                        |
| Sin color | INJ - Lesionado                                                         |
| Sin color | EX - Excluido                                                           |
| Estado    | Resultado                                                               |
| Negrita   | Pole position                                                           |
| Cursiva   | Vuelta rápida                                                           |
| †         | Abandona, pero clasifica al completar el porcentaje requerido para ello |